# سرجو آسیزی
سرجو آسیزی (ایتالیایی: Sergio Assisi؛ زادهٔ ۱۳ مهٔ ۱۹۷۲) بازیگر اهل ایتالیا است.
از فیلم‌ها یا مجموعه‌های تلویزیونی که وی در آن‌ها نقش داشته‌است می‌توان به ایمپریا، روسپی درباری کبیر، کاپری، الیسا و فردیناند و کارولینا اشاره نمود.